# Vagaceratops
Vagaceratops ("putující rohatá tvář") byl rod býložravého ceratopsidního dinosaura, který žil v období geologického stupně svrchní křídy kampánu asi před 75 milióny let. Fosilie tohoto dinosaura byly objeveny v provincii Alberta (Kanada), v sedimentech geologického souvrství Dinosaur Park.

## Validita rodu
Vědecká studie, publikovaná v srpnu roku 2019, zpochybňuje validitu (vědeckou platnost) rodu Vagaceratops a postuluje, že se v případě fosilního materiálu ze souvrství Dinosaur Park ve skutečnosti nejspíše jedná o zástupce rodu Chasmosaurus.

## Popis
Tento rohatý dinosaurus byl původně v roce 2001 popsán jako nový druh rodu Chasmosaurus (C. irvinensis). Dosahoval délky kolem 4,5 metru (možná však až 7 metrů) a hmotnosti přibližně 1200 kilogramů. Typový druh V. irvinensis byl popsán paleontologem Scottem D. Sampsonem a jeho kolegy v roce 2010.